# Нижнее Девлизерово
Ни́жнее Девлизе́рово (чув. Анат Вӑрманьял) — деревня в Канашском районе Чувашской Республики. Входит в состав Среднекибечского сельского поселения.

## География
Находится в центральной части Чувашии, на расстоянии приблизительно 8 км по прямой на север от районного центра города Канаш.

## История
Образовалась во второй половине XIX века путём разделения деревни Девлизерово (основана была переселенцами с Арской дороги Казанского уезда не позже XVII века) на Нижнее и Верхнее Девлизерово. В 1897 году было учтено 210 человек, в 1926 – 51 двор, 274 жителя, в 1939 – 280 жителей, в 1979 – 215. В 2002 году было 57 дворов, в 2010 – 59 домохозяйств. В 1930 образован колхоз «Сосновка».

## Население
Постоянное население составляло 189 человек (чуваши 99 %) в 2002 году, 171 в 2010.